# Severija Janušauskaitė
Severija Janušauskaitė, née à Šiauliai le 22 octobre 1981 est une actrice et chanteuse lituanienne.
Elle est révélée en 2010 dans le drame romantique Anarchy Girls. Elle acquiert une renommée internationale grâce à son rôle de la comtesse Svetlana Sorokina dans la série historique allemande Babylon Berlin (depuis 2017). 
La série lui offre aussi l'occasion de dévoiler ses talents de chanteuse. Elle se produit depuis régulièrement avec le Moka Efti Orchestra dont elle est l'une des principales interprètes et avec qui elle a sorti deux albums.

## Biographie
En 2010, elle tient l'un des deux rôles principaux dans le film de Saulius Drunga, Anarchy Girls (Anarchija Zirmunuose).

## Filmographie
- 2007 : Guerre et Paix (War and Peace) (mini-série) : la danseuse et chanteuse gitane
- 2008 : Honningfellen (série télévisée) : Vaida Balandyte
- 2010 : 2H dvi valandos (court métrage) : Agnia
- 2010 : Anarchija Zirmunuose : Sandra
- 2011 : The Crown Jewels (Kronjuvelerna) : la gardienne de prison
- 2012 : Comma (court métrage) : l'actrice
- 2012 : Expermenas (court métrage) : Lucy
- 2013 : Violence (court métrage) : Julie
- 2014 : La Star : Margarita
- 2015 : Chasing Solace : Lina
- 2015 : Norveg
- 2016 : O futbole i pro angelov (court métrage) : Angel
- 2016 : Polina : Varvara
- 2017 : Optimisty (série télévisée) : Ruta Blaumane
- 2017 : Babylon Berlin (série télévisée) : la comtesse Svetlana Sorokina / le chanteur travesti Nikoros
- 2017 : Emilija
- 2017 : Izaokas : Elena
- 2018 : Selfie : Léra
- 2018 : Le Gardien des mondes de Sergueï Mokritski : Renata
- 2020 : Les Patins d'argent de Mikhaïl Lokchine : Severina
- 2022 : The Playlist (mini-série) : Maxine